# Vattenkokare

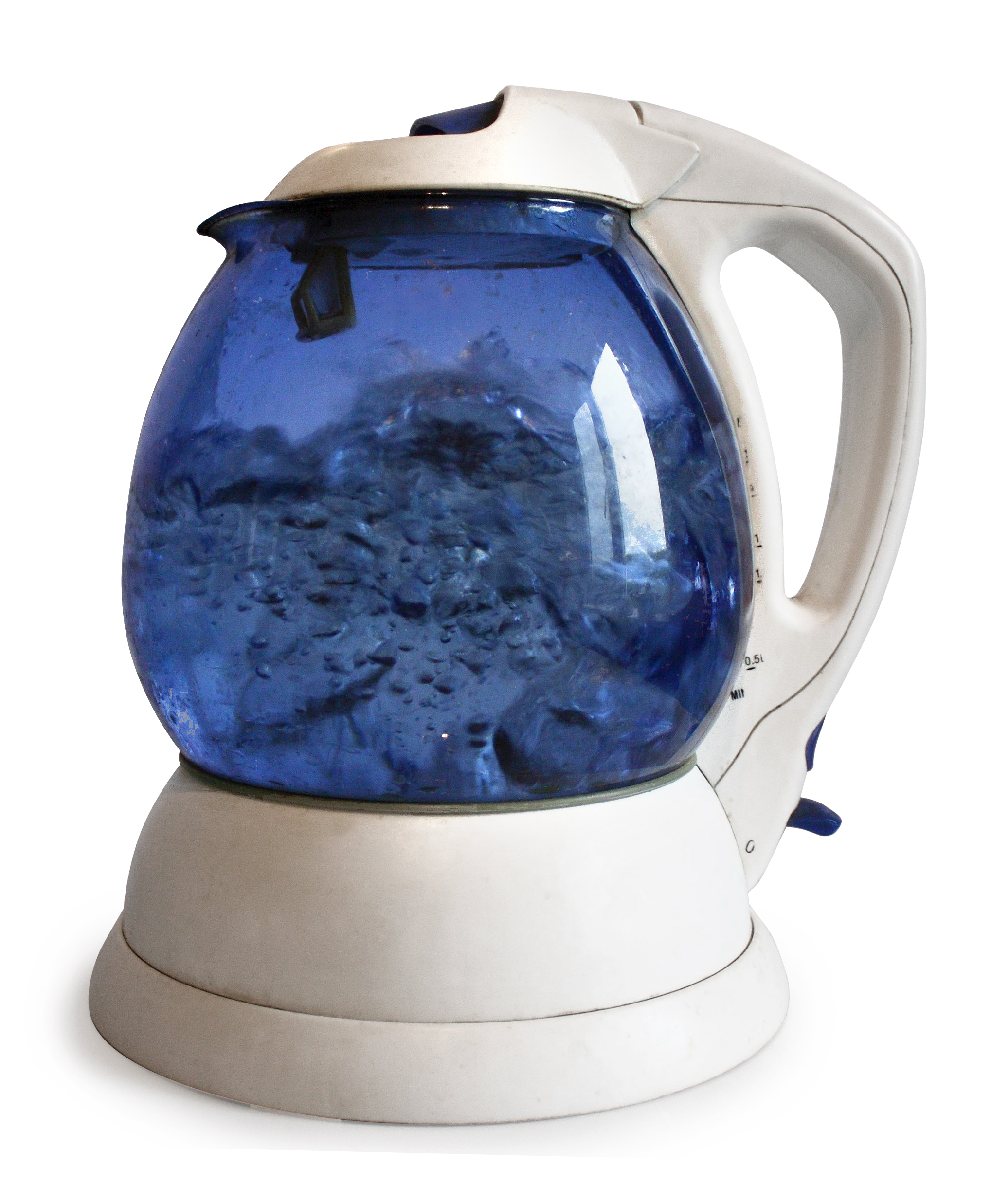
En vattenkokare.

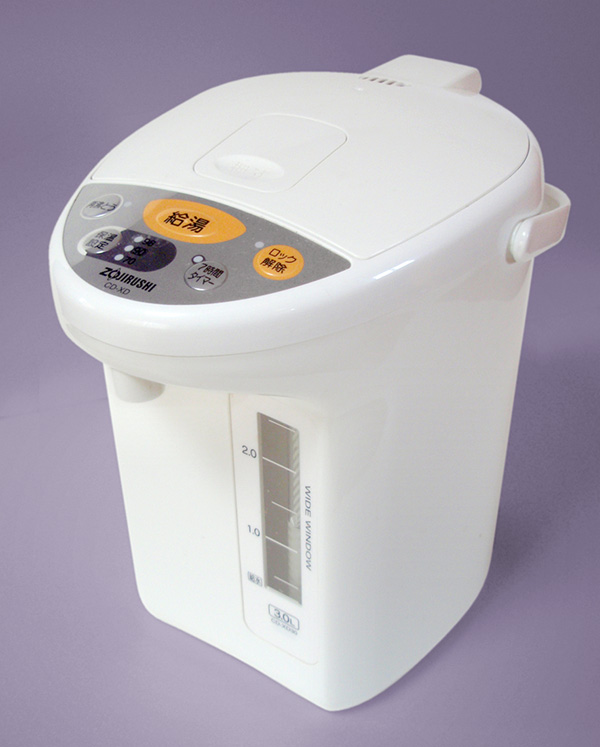
En japansk vattenkokare av märket Zojirushi (象印).

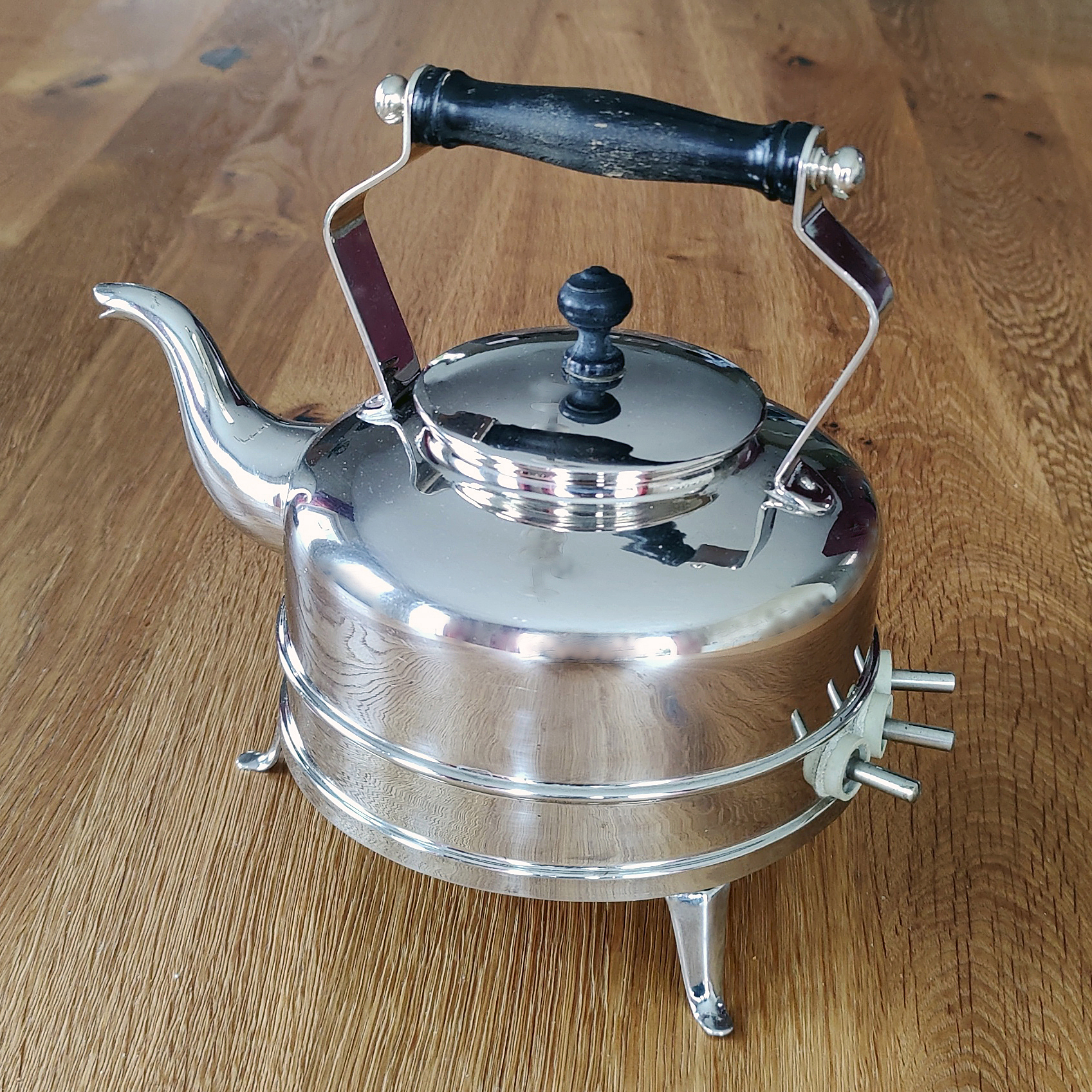
En äldre modell av vattenkokare.

En vattenkokare är en elektrisk apparat för att koka upp vatten för tillredning av heta drycker, som kaffe och te. Vattenkokare finns i många modeller av många tillverkare.
Historiskt kan ordet "vattenkokare" beläggas i svenskan sedan 1872. Förr avsåg det dock ofta en vattenkittel och inte en elektrisk apparat. Den första automatiska vattenkokaren var elektrisk och lanserades 1965 av det brittiska företaget Russell Hobbs.

## Funktion
Vattenkokare kan vara sladdlösa eller ha sladd. Sladdlösa modeller ställs på en bottenplatta med en kontakt som ansluts till motsvarande anordning på undersidan av vattenkokaren. Den elektriska anslutningen på bottenplattan måste på något sätt vara skyddad mot beröring.
Vattnet värms upp med ett friliggande värmeelement (i form av ett rör eller spiral) eller ett element som ligger dolt i vattenkokarens botten. Den senare varianten anses bäst. De flesta modeller stängs av automatiskt när vattnet kokat upp – med andra ord elimineras problemet med eventuella spisplattor som glömts på. En annan fördel med vattenkokare är att de inte brukar bli varma i botten och alltså kan ställas direkt på bordet. En nackdel med vattenkokare är att de inte går att använda till annat än vatten. Med tiden bildas kalkavlagringar som måste avlägsnas för att kokaren ska fungera normalt.
Tekokare är vanligare i områden med 200-240V nätspänning; i områden där hushållsnät håller lägre spänning, till exempel i Nordamerika, är tidsvinsten gentemot el- eller gasspis lägre och när tekokare används där är de oftast utförda som isolerade kannor med varmhållningsfunktion. 

## Elförbrukning[5]
Vattenkokare är ungefär dubbelt så snabba att värma upp vatten med jämfört med kastruller på spisen, och dessutom sparar de ström. Detta beror på att man bara behöver värma upp vattnet och kokaren (som ofta är gjord av tunna material - liten mängd material att värma) samt att värmeelementet är i direkt kontakt med vattnet. Jämför med kastrullen, där elen ska värma upp platta, kastrull och vatten, dessutom med förluster mellan platta och kastrull. En jämförelse visade att kokning av 1 liter vatten två gånger per dag under ett års tid förbrukade 42 % mindre elektrisk energi vid användning av en vattenkokare istället för att koka i kastrull på spisen.